# Babót
Babót (hongrois : Babót [ˈbɒboːt]) est une localité hongroise située dans le comitat de Győr-Moson-Sopron.

## Site et localisation

### Aires faunistiques et floristiques
La localité abrite plusieurs chênes pédonculés (Quercus robur) pluriséculaires, appelés localement arbres royaux ou chênes du Millénaire (Királyfák, Millenniumi fák). Ces arbres, protégés à l'échelle locale, ont été plantés en 1896 à l'occasion du millénaire de la conquête de la Hongrie (honfoglalás).

## Histoire
Le territoire de Babót est habité depuis le Néolithique, comme en témoignent de nombreuses découvertes archéologiques datant également des périodes romaine et avar. Un fort nommé Feketevár (« château noir ») se trouvait autrefois sur le territoire du village ; ses vestiges ont été mis au jour au XIXe siècle.
La première mention écrite de Babót remonte à 1217, sous la forme Bobeth. Le Chronicon Pictum le mentionne comme Bobuth, tandis que des chartes de la fin du XIVe siècle utilisent la forme Baboth. Le village était alors un domaine royal, dont dépendait aussi Ordód, jusqu'à ce que le roi Sigismond de Luxembourg en fasse don en 1387 à la famille Kanizsay. Le domaine passa ensuite à la famille Nádasdy, puis fut confisqué en 1671 par la Couronne et donné en 1681 aux Esterházy.
Selon la tradition, Babót possédait une église dès le règne de saint Étienne, bien qu'aucun vestige d'édifice religieux ou de cimetière de l'époque arpadienne n'ait été identifié dans la région. Encore au XVIIe siècle, les habitants se rendaient à Kapuvár pour assister à la messe ou pour les enterrements.
Au cours du XVIe siècle, les terres de Babót s'étendaient jusqu'aux marécages du Hanság, inépuisables en ressources. Le village voisin d'Ordód servait de garnison aux soldats de Kapuvár, tandis que Babót produisait du salpêtre utilisé pour la poudre à canon. Le hameau de Hidász, rattaché à la commune, avait un profil de village de pêcheurs. En 1594, les troupes ottomanes détruisirent Babót, Ordód et Hidász ; ce dernier ne redevint plus qu'un hameau habité.
En 1597, Babót était complètement inhabité ; les premiers retours de population ne sont attestés qu'en 1608. Un nouveau quartier, Újbabót, fut brièvement occupé par des Serbes (rác) originaires de Varjaskér (aujourd'hui Somogyszentpál), mais il fut de nouveau abandonné à la fin de la guerre de Trente Ans.
En 1610, le village comptait un pasteur luthérien. En 1667, le comte Ferenc Nádasdy, récemment converti au catholicisme, fit construire une nouvelle église en l'honneur de saint Michel, pour une population d'environ 350 habitants. Le développement de Babót se poursuivit au XVIIIe siècle et culmina au XIXe siècle, grâce à la fertilité du sol, à la présence de paysans propriétaires et à la liberté d'expansion foncière.
En 1727, une réduction des terres fut imposée, mais les habitants conservèrent environ 1 500 hectares, permettant la création de nouveaux lots. Une réforme des redevances fut opérée vers 1820, renforçant la structure agraire. Un jugement de 1841 attribua 766 hectares de pâturages communs aux paysans, soit 10 hectares par foyer. Le village pratiquait une agriculture diversifiée, incluant l'élevage ovin et la culture du tabac. En 1752, le troupeau se composait de 302 moutons, chiffre porté à 825 en 1828. Le tabac était cultivé depuis le début du XVIIIe siècle, d'abord dans les jardins, puis dans les zones périphériques.
En 1830–1831, une épidémie de choléra fit de nombreuses victimes. En 1887, un incendie majeur détruisit une partie du village, dont la physionomie actuelle s'était dessinée vers 1854. Vingt habitants de Babót participèrent à la révolution de 1848–1849.
Parmi les familles anciennes, on trouve les Farkas, Karikás, Szabó, Molnár et Varga, attestées dès 1518. D'autres familles apparaissent dans les registres aux siècles suivants : Szántó, Tóth, Szerencse, Garab, Szakál en 1584, Takács, Német, Györök, Horváth, Pintér, Jakab en 1677, Czeczeli, Simon, Balka, Fücsök en 1728.
En 1936, une école fut construite à Kis Tertullián, grâce à l'initiative du premier instituteur principal. Le 29 mars 1945, les troupes soviétiques traversèrent Babót sans combat. La même année, une modeste réforme agraire répartit 669 hectares entre 322 bénéficiaires, après une première vague de redistribution foncière entre les deux guerres.
Une coopérative agricole (termelőszövetkezet) nommée Keleti fény fut fondée en 1950, suivie en 1959 par la création de la Egyetértés, qui fusionna en 1975 avec d'autres entités pour former le Tordos-menti Tsz. En 1990, la localité élut sa propre autonomie locale, et une plaque commémorative en hommage aux morts des deux guerres mondiales fut inaugurée en 1991, à l'occasion de la Toussaint.
Depuis les années 1960, Babót a connu une importante modernisation : de nombreuses maisons confortables ou semi-confortables ont été construites, et les réseaux d'eau potable, de gaz, de télécommunications et d'assainissement ont été progressivement installés. Aujourd'hui encore, la population vit principalement de l'agriculture ou travaille à Kapuvár, situé à proximité.

## Population

### Minorités culturelles et religieuses
Selon le recensement de 2011, la population de Babót se déclarait majoritairement hongroise (82,5 %), avec de petites minorités allemande (1,4 %), rom (0,2 %) et roumaine (0,2 %). Une part significative des habitants (17,4 %) n’a pas déclaré d’appartenance ethnique. En raison des identités multiples, la somme des pourcentages peut excéder 100 %.
La répartition religieuse était alors la suivante : catholiques romains à 72,2 %, évangéliques à 1,4 %, réformés à 0,4 %, sans confession à 1 %, tandis que 24,3 % des habitants n’ont pas répondu à cette question.
Lors du recensement de 2022, 91,7 % des habitants se déclaraient hongrois, 2 % allemands, 0,2 % roms, et 0,1 % chacun se disaient roumains, polonais, croates, arméniens, bulgares ou ruthènes ; 2,3 % ont indiqué appartenir à d’autres minorités non autochtones, tandis que 8 % n’ont pas déclaré leur appartenance nationale. Là encore, les identités multiples expliquent que la somme dépasse 100 %.
Sur le plan religieux, la population se répartissait comme suit : 63,8 % de catholiques romains, 2,1 % d’évangéliques, 0,9 % de réformés, 0,1 % de gréco-catholiques, 0,9 % d’autres catholiques, 1,6 % d’autres chrétiens, et 3,5 % de sans confession ; 27,2 % des personnes interrogées n’ont pas souhaité répondre.

## Équipements

### Réseaux extra-urbains
La localité se situe à environ 4 kilomètres au sud-est de Kapuvár et à 53 kilomètres à l'ouest de Győr, chef-lieu du comitat de Győr-Moson-Sopron. Elle est entourée par Veszkény au nord, Szárföld au nord-est, Kisfalud au sud, et Kapuvár à l'ouest. Son territoire administratif touche également, au sud-est, les terrains extérieurs de Bogyoszló, bien que ce village soit situé un peu plus à l'écart.
Le principal axe routier traversant le territoire communal est la route nationale 85, qui longe la localité à environ 500 mètres au nord du centre. Depuis Győr, on accède à Babót en quittant la 85 à Veszkény pour emprunter la route 8516. Depuis Sopron, plusieurs itinéraires sont possibles : on peut bifurquer dans le centre de Kapuvár vers la route 8611, puis suivre la 8601 à la sortie sud de la ville, ou bien prendre directement la route secondaire 86131, qui se détache de la 85 environ 1,5 à 2 kilomètres après la sortie est de Kapuvár, en direction du sud.
L'autoroute M85 traverse également le territoire de la commune, mais n'offre pas de sortie directe vers Babót. En venant de Győr, il faut quitter l'autoroute dès Farád, à l'échangeur avec la 8603, pour rejoindre la 85. Une autre option consiste à traverser le centre de Kapuvár avant de redescendre vers Babót.
Une autre route nationale, la 8613, borde aussi le territoire communal en direction de Cirák.
La ligne ferroviaire Győr–Sopron passe au nord de la localité, mais le point d'arrêt le plus proche est la gare de Veszkény, située à plus de 2 kilomètres du centre de Babót, à l'intersection avec la route 8516. Une alternative plus pratique est la gare de Kapuvár, à 3 ou 3,5 kilomètres, desservie par un plus grand nombre de trains, y compris ceux qui ne marquent pas l'arrêt à Veszkény.

## Patrimoine local
Le principal édifice religieux est l'église catholique romaine, construite en 1667 à l'initiative du comte Ferenc Nádasdy. D'origine baroque, elle fut reconstruite en 1911 dans un style romantique, d'après les plans de l'architecte József Vogh.